# Robert Nijdam
Robert Nijdam (* 20. September 1971 in Meppel) ist ein niederländischer Handballtrainer und ehemaliger Handballspieler, der zumeist auf Rechtsaußen eingesetzt wurde.

## Spielerkarriere
Der 1,84 m große und 85 kg schwere Linkshänder spielte in seiner Heimat in zunächst für AHV Swift Arnheim. Mit E&O Emmen wurde er zweimal Niederländischer Meister sowie einmal Pokalsieger. Nach einer Station bei HV Tachos Waalwijk ging er nach Belgien zu Herstal Lüttich, mit dem er 1996 belgischer Pokalsieger wurde. 1997 kam er in die deutsche Handball-Bundesliga zum OSC Rheinhausen. Als sich der OSC Ende 1997 aus finanziellen Gründen aus der Bundesliga zurückzog, wechselte er zur TSG Bielefeld. Zur Saison 1998/99 schloss er sich dem Bundesligisten TuS Nettelstedt an. Nach einer Saison kehrte er in die Niederlande zu HVN Tachos zurück, wo er wieder nur eine Spielzeit verbrachte. Daraufhin unterschrieb er bei der SG Solingen. Nach drei Jahren ging er in die Schweiz zum GC Amicitia Zürich, wo er in 32 Spielen 113 Treffer erzielte. In seiner letzten Saison wurde er mit Waalwijk noch einmal Pokalsieger sowie Torschützenkönig der Eredivisie. 
Für die Niederländische Männer-Handballnationalmannschaft bestritt Nijdam 152 Länderspiele. Bei der Studentenweltmeisterschaft 1990 im eigenen Land belegte er den achten, bei den Militärweltmeisterschaften 1992 in Polen und 1993 in Ägypten den achten bzw. siebten Platz. Für eine Europameisterschaft oder Weltmeisterschaft konnte er sich nicht qualifizieren.

## Trainerkarriere
Robert Nijdam übernahm bereits während seiner aktiven Karriere die Beachhandball-Nationalmannschaft, die er bei den Beachhandball-Europameisterschaften 2006 betreute und gleichzeitig als Spieler auflief. Ab 2005 trainierte er den Bevo HC Panningen. Nach einer Saison als belgischer Nationaltrainer kehrte er 2009 nach Zürich zurück. Nachdem er als Trainerausbilder in Afrika gearbeitet hatte, bekam er das Angebot die Nationalmannschaft von Burkina Faso bei der Handball-Afrikameisterschaft 2012 zu betreuen. Ab Februar 2012 war er Trainer des belgischen Vereins Sporting Neerpelt-Lommel. Seit Oktober 2014 betreut er die niederländische Juniorinnen-Auswahlmannschaft. Seit der Saison 2018/19 trainiert er den deutschen Bundesligisten Bayer Leverkusen. Ende November 2019 beendete er seine Tätigkeit in Leverkusen. Nijdam übernahm am 15. Dezember 2019 den Zweitligisten Werder Bremen, den er bis zum Saisonende 2022/23 betreute.
Nijdam ist dem 1. Juli 2024 beim niederländischen Handball-Verband als Leiter der Talententwicklung tätig. Er betreute die niederländische Jugendnationalmannschaft bei der U-18-Weltmeisterschaft 2024.

## Erfolge
- Niederländischer Meister 1991 und 1992
- Niederländischer Pokalsieger 1992 und 2005
- Niederländischer Supercup 1992
- Torschützenkönig der Ehredivisie 2005
- Niederländischer Handballer des Jahres 2005
- Belgischer Pokalsieger 1996
- Torschützenkönig in Belgien 1997
- Halbfinale im EHF-Pokal 1999
- HBL All-Star Game 2003
- Spieler des Jahres bei der SG Solingen 2003
- SHL-All-Star, Bester Rechtsaußen